# Alain Ransay

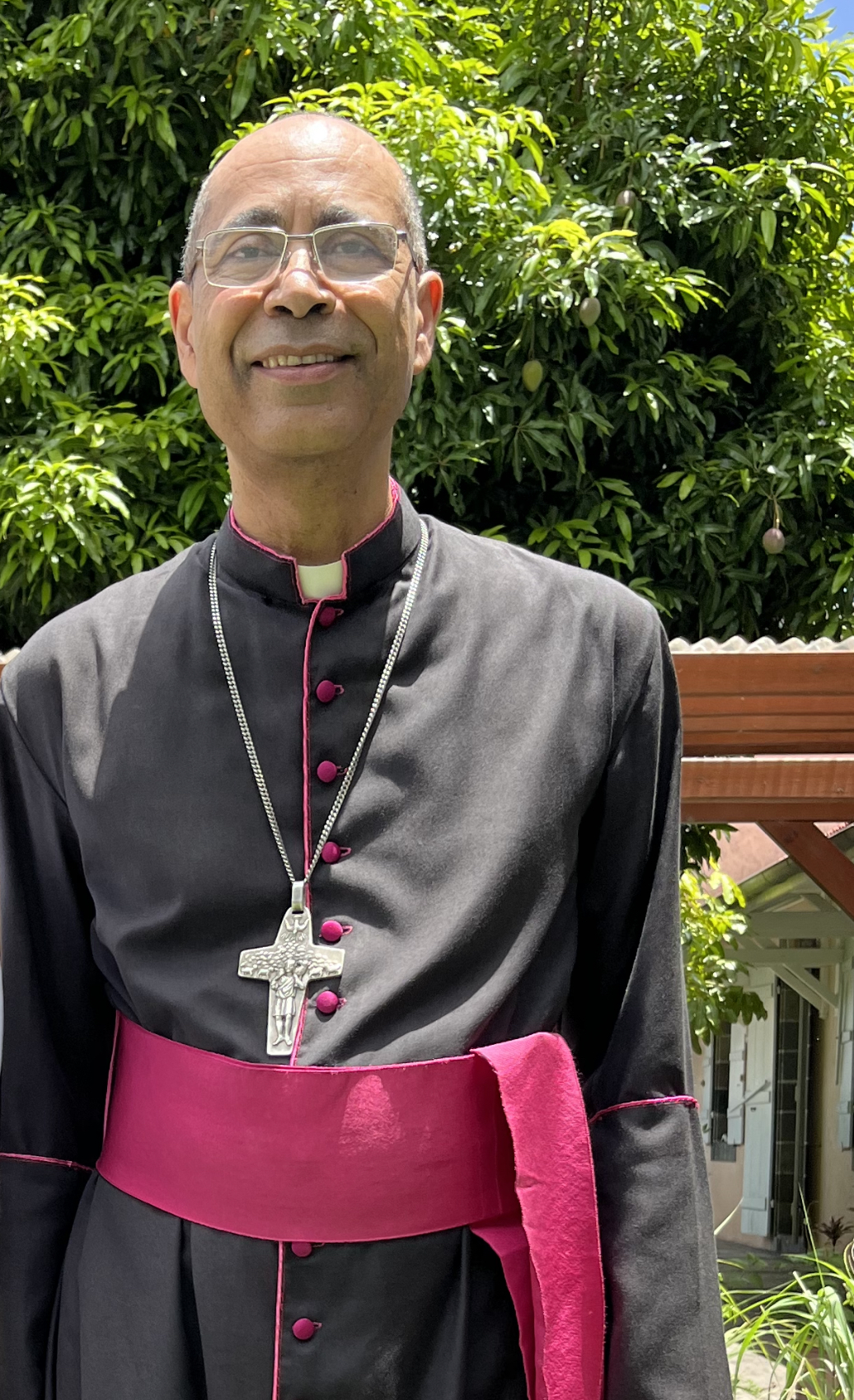
Alain Ransay

Alain Ransay (* 11. November 1961 in La Trinité, Martinique) ist ein französischer Geistlicher und römisch-katholischer Bischof von Cayenne in Französisch-Guayana.

## Leben
Alain Ransay erlangte 1984 an der Universität Paul Sabatier in Toulouse einen Abschluss im Fach Mathematik. Anschließend arbeitete er als Mathematiklehrer am Lycée de Trinité und am Collège Vert-Pré auf Martinique. Von 1986 bis 1988 studierte er Philosophie und Katholische Theologie am Priesterseminar in Avignon und von 1988 bis 1992 an der Katholischen Universität Lyon, an der er ein Lizenziat im Fach Katholische Theologie erwarb. Am 27. Dezember 1992 empfing Ransay durch den Erzbischof von Saint-Pierre et Fort-de-France, Maurice Marie-Sainte, das Sakrament der Priesterweihe.
Ransay war zunächst als Pfarrvikar in Lamentin tätig, bevor er 1993 Pfarradministrator in Les Trois-Îlets wurde. Danach war er Pfarrer in De-Briant (1995–1997), Sainte-Marie (1997–1998) und Lamentin (1998–2000). 2000 wurde Alain Ransay Moderator des Pfarrverbands in Le Robert und Krankenhausseelsorger sowie Diözesankanzler und Diözesanökonom des Erzbistums Saint-Pierre et Fort-de-France. Von 2008 bis 2014 war er Pfarrer der Pfarrei St. Christophe sowie von 2014 bis 2016 der Pfarreien Sainte-Marie und Saint-Anne. Ab 2014 lehrte Ransay Moraltheologie am Institut diocésain d’études religieuses Gaston Jean-Michel. 2016 wurde er zudem Pfarrer der Pfarrei Notre Dame de Bellevue, 2017 bischöflicher Delegat für die Pastoral im Bildungswesen, 2018 Vizepräsident des Institut catholique européen des Amériques und 2020 Sekretär des Priesterrats.
Am 10. Dezember 2021 ernannte ihn Papst Franziskus zum Bischof von Cayenne. Der Ständige Beobachter des Heiligen Stuhls bei den Vereinten Nationen in Genf, Erzbischof Fortunatus Nwachukwu, spendete ihm am 6. Februar 2022 im Palais Régional Omnisport Georges Theolade in Matoury die Bischofsweihe; Mitkonsekratoren waren der Erzbischof von Saint-Pierre et Fort-de-France, David Macaire OP, und der emeritierte Bischof von Évry-Corbeil-Essonnes, Michel Marie Jacques Dubost CIM.

## Schriften
- S’épanouir malgré les blessures: La vie humaine en dix étapes. Saint-Paul Editions Religieuses, Paris 2018, ISBN 978-2-35117-082-3.